# Phoroncidia personata
Phoroncidia personata là một loài nhện trong họ Theridiidae.
Loài này thuộc chi Phoroncidia. Phoroncidia personata được Ludwig Carl Christian Koch miêu tả năm 1872.